# Wrong Number
Wrong Number è un brano musicale del gruppo rock inglese The Cure, pubblicato nel 1997 come singolo estratto dalla raccolta Galore - The Singles 1987-1997.

## Tracce
CD Singolo (UK)
1. Wrong Number - 6:02
2. Wrong Number (analogue exchange mix) - 4:49
3. Wrong Number (p2p mix) - 8:12
4. Wrong Number (crossed line mix) - 8:34
5. Wrong Number (isdn mix) - 7:08

CD Singolo (Europa)
1. Wrong Number - 6:02
2. Wrong Number (analogue exchange mix) - 4:49
3. Wrong Number (digital exchange mix) - 7:08
4. Wrong Number (dub analogue exchange mix) - 5:34

## Formazione
- Robert Smith - voce, chitarra, basso, tastiere
- Reeves Gabrels - chitarra
- Jason Cooper - batteria